# Rhyacichthyidae
Famille
Les Rhyacichthyidae sont une famille de poissons de l'ordre des Perciformes.

## Liste des genres
- Protogobius
- Rhyacichtys